# The Maisonettes
The Maisonettes engleski je pop sastav 1980-ih godina, iz Birminghama. Najpoznatiji su po jedinoj uspješnici Heartache Avenue (Avenija slomljenih srdaca) iz 1982. godine.

## Povijest sastava
Sastav su osnovali pjevač Lol (Lawrence Edward) Mason i gitarist Mark Tibenham. Pjesmu je među demo-snimkama otkrio David Virr i snimljena je u Birminghamu. Uz Masona i Tibenhama, na bubnjevima je bio Nick Parry, a na basu Mark Cunningham. Prateći vokali bili su Cathy Evans, glumica Sue Smythe i Kim Pickett. Za nastupe uživo sastav je odlučio potražiti mlade manekenke Denise Ward i Elaine Williams koje su međutim mogle samo otvarati usta na snimljenu matricu. Ljepota i zvuk konačno su spojeni kad su Ward i Williams zamijenjene pjevačicama Carlom Mendonçom i Elisom Richards.
Godine 1983. izdali su album Heartache Avenue: The Very Best of the Maisonettes, ali nikad više nisu dospjeli na ljestvicu najizvođenijih.

## Članovi
- Lol Mason, pjevač
- Mark Tibenham, gitare
- Nick Parry, bubnjevi
- Carla Mendonca, prateći vokal
- Elisa Richards, prateći vokal

u ranijoj postavi:
- Denise Ward, prateći vokal
- Elaine Williams, prateći vokal

## Diskografija
Album
- Maisonettes For Sale (1983)

Singles
- Heartache Avenue (1982)
- Say It Again / This Affair (1983)